# Blizonje
Blizonje (en serbe cyrillique : Близоње) est un village de Serbie situé sur le territoire de la Ville de Valjevo, district de Kolubara. Au recensement de 2011, il comptait 293 habitants.

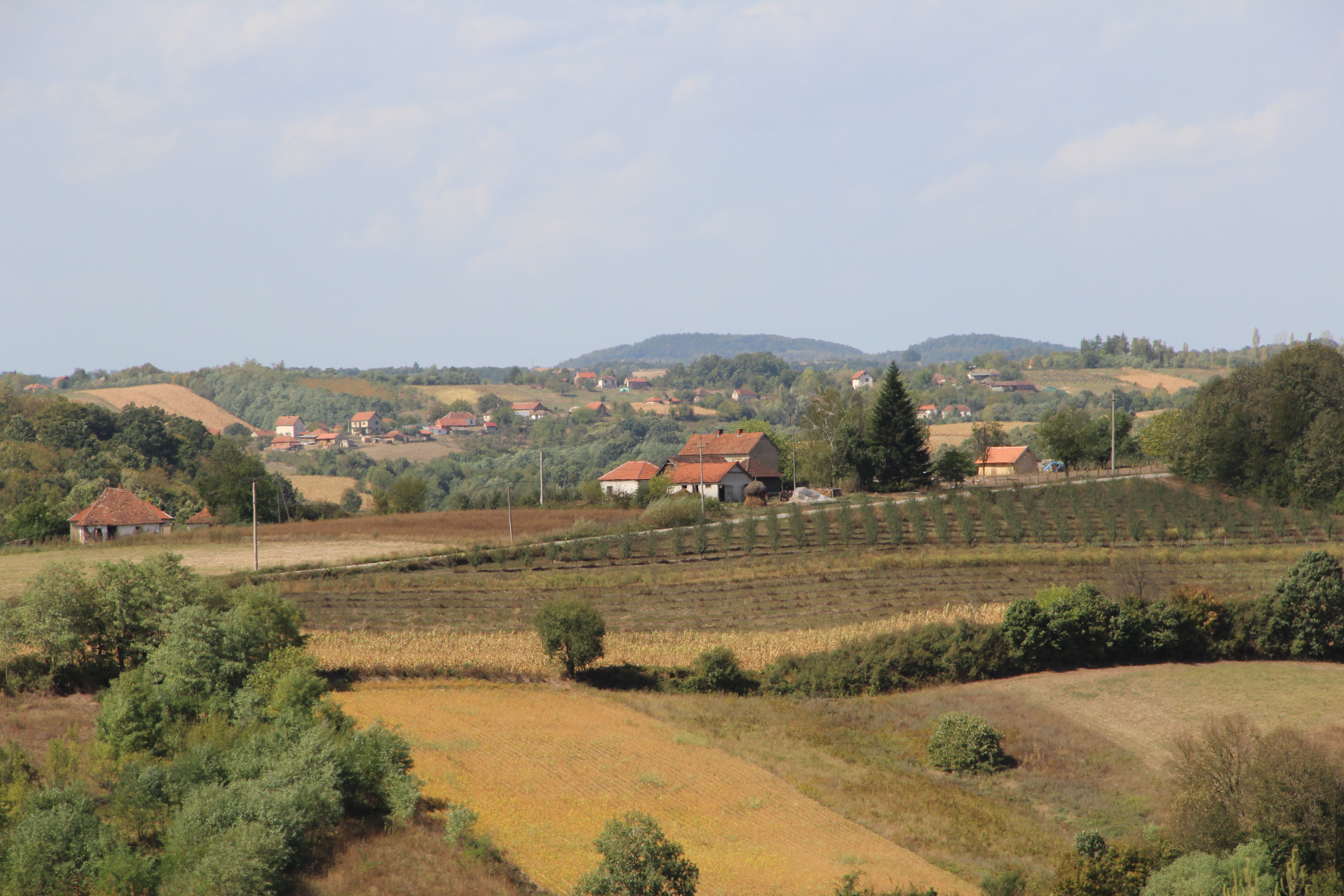
Blizonje - Panorama
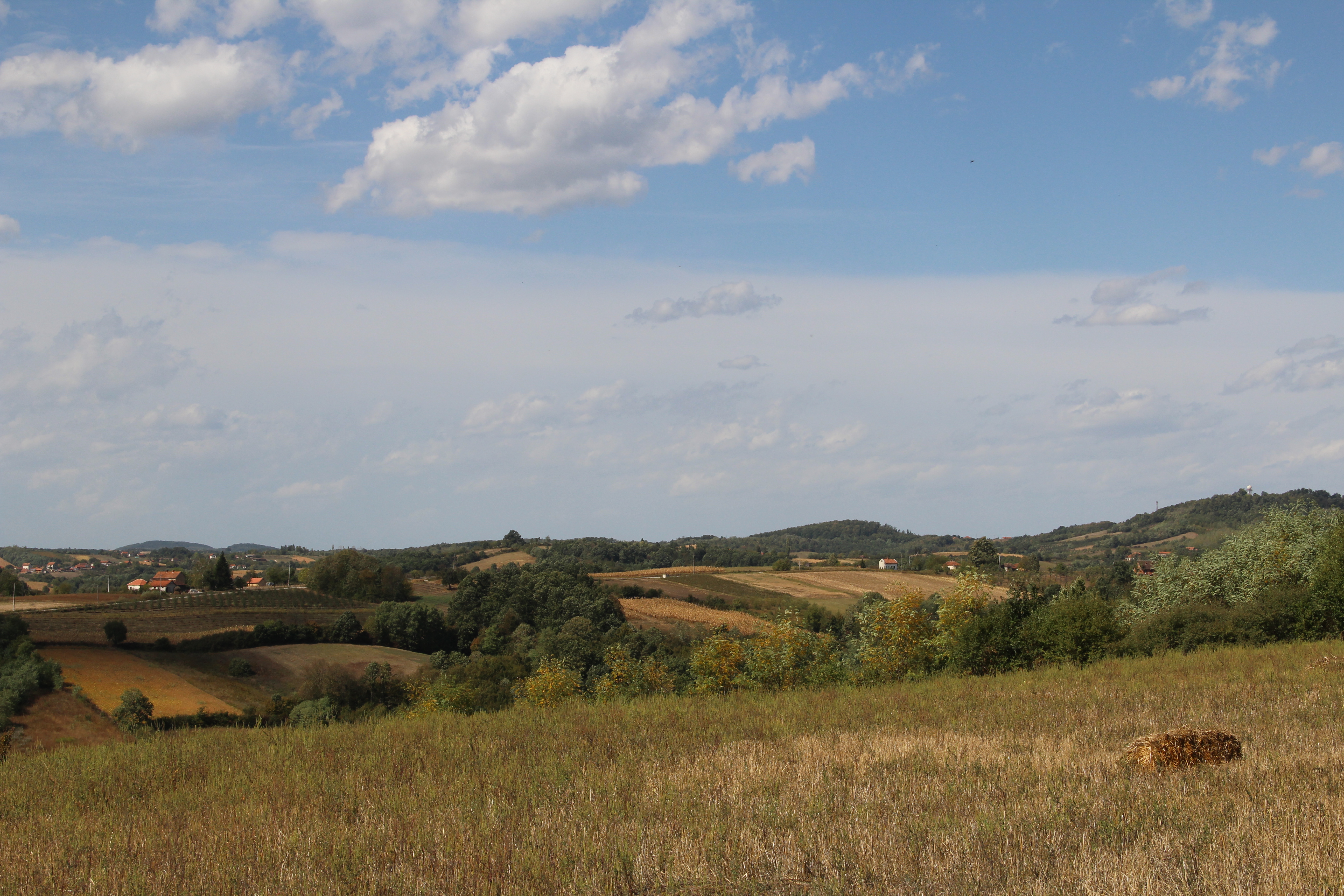
Blizonje - Panorama
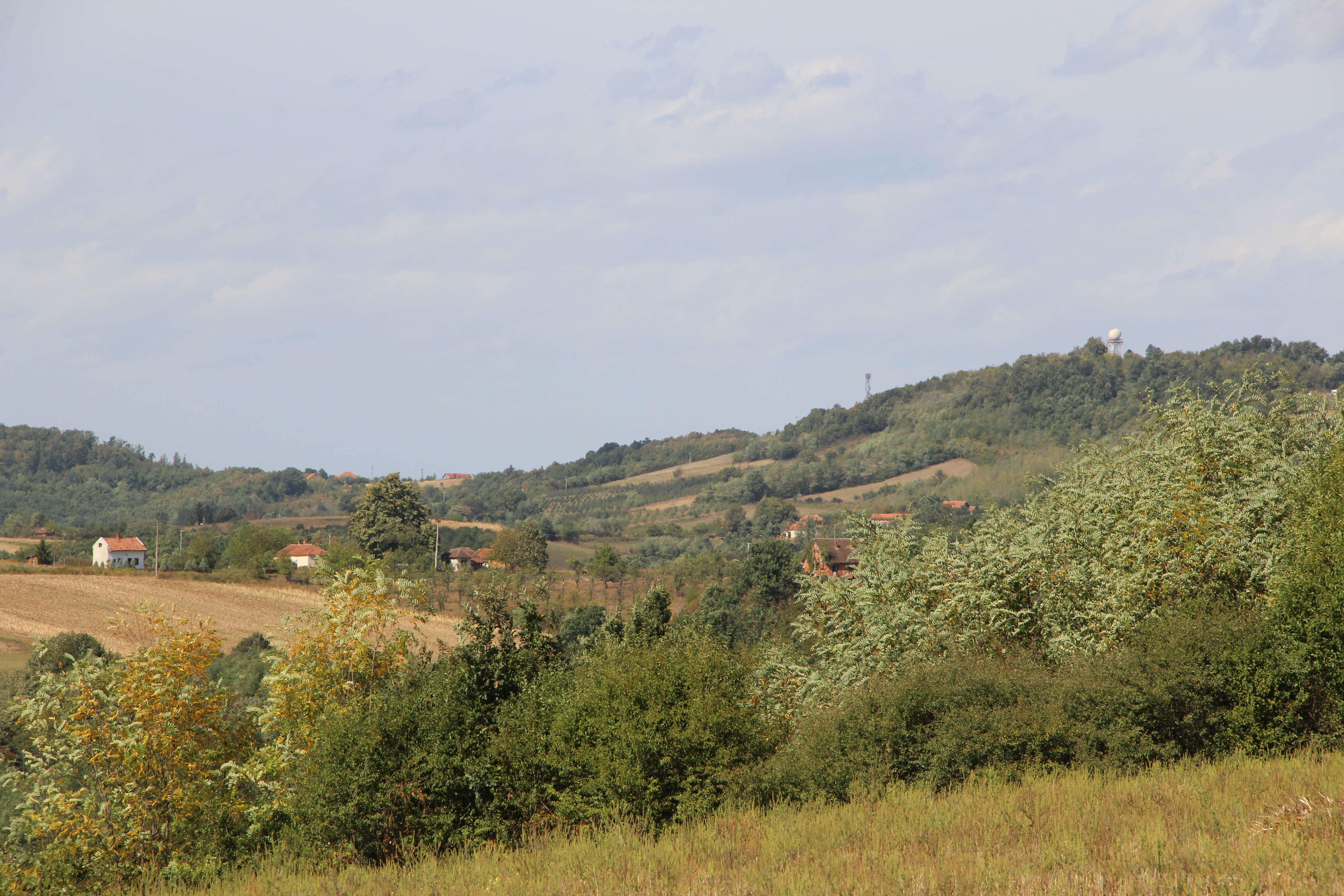
Blizonje - Panorama
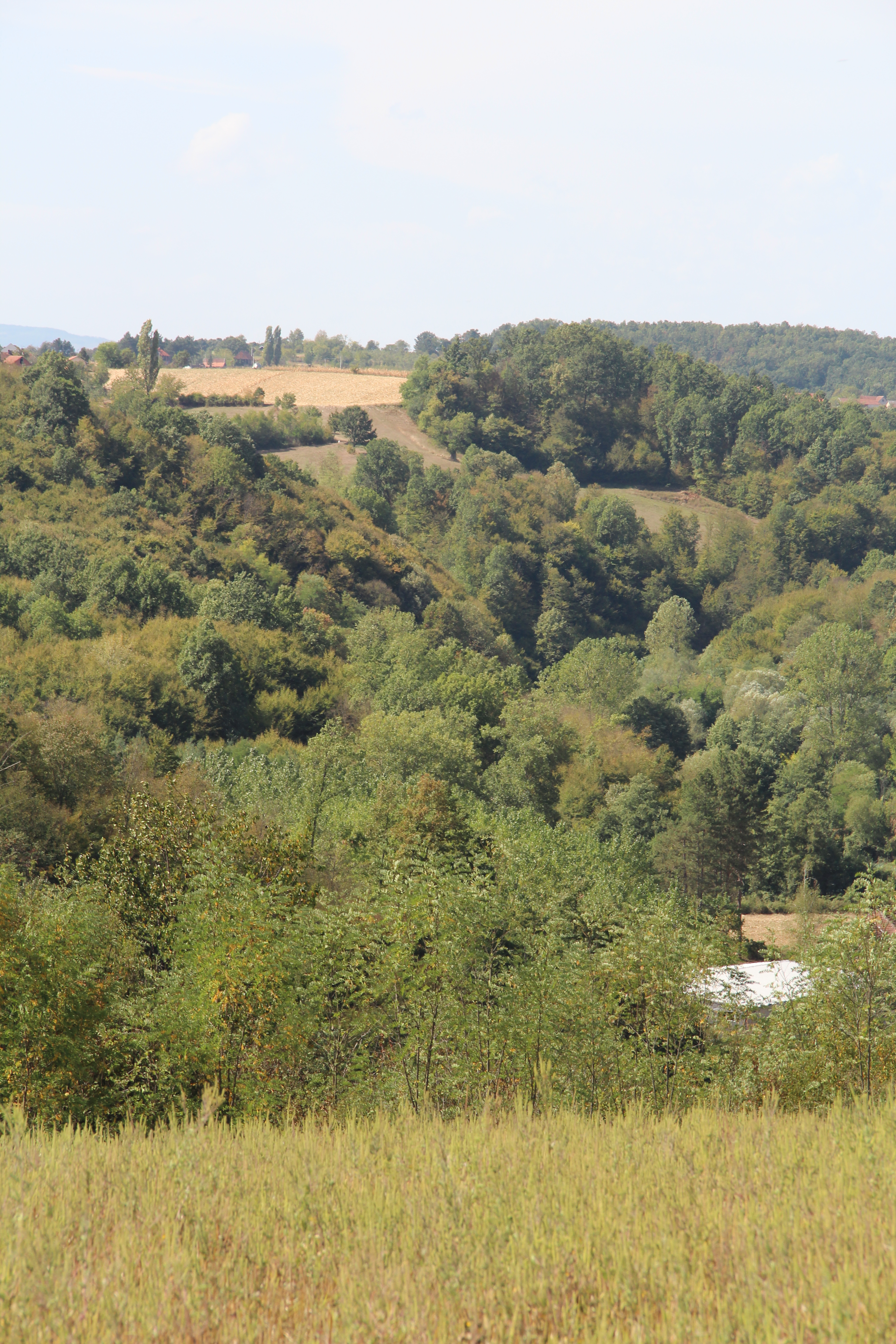
Blizonje - Panorama
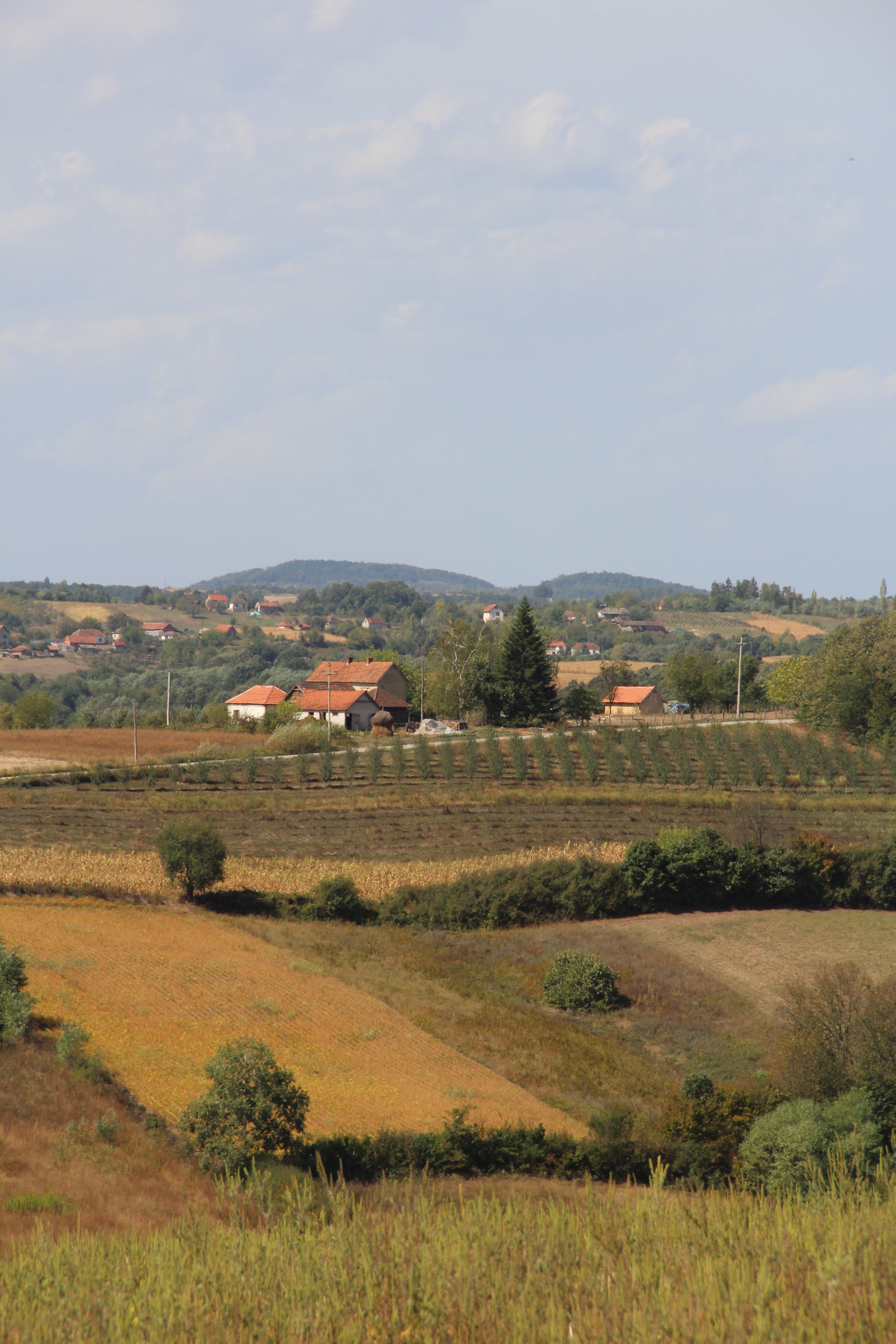
Blizonje - Panorama
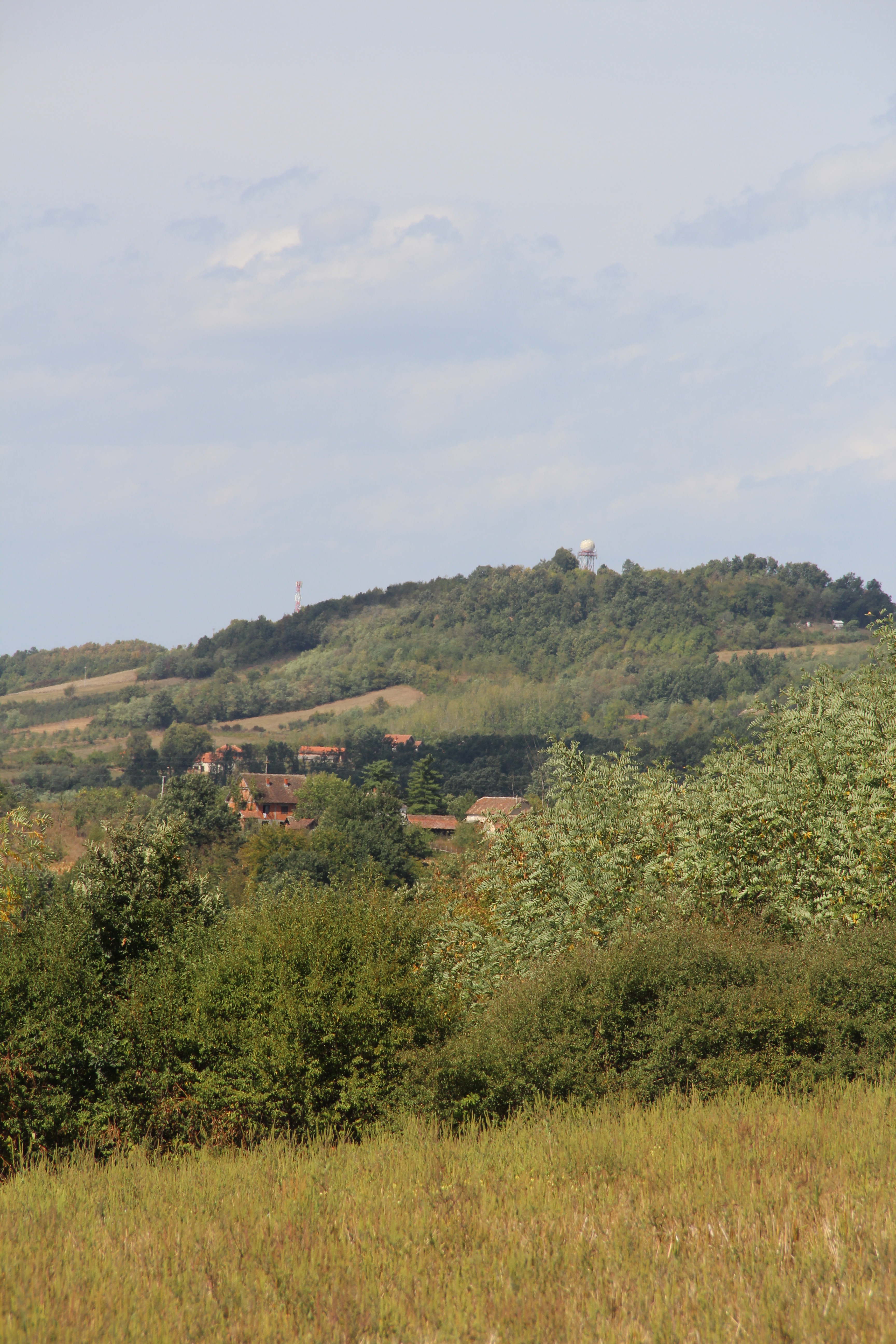
Blizonje - Panorama

## Démographie
| 1948 | 1953 | 1961 | 1971 | 1981 | 1991 | 2002 | 2011 |
| ---- | ---- | ---- | ---- | ---- | ---- | ---- | ---- |
| 394  | 396  | 401  | 363  | 338  | 372  | 281  | 293  |

|  |